# مؤسسه هوانوردی و فضانوردی آمریکا
مؤسسه هوانوردی و فضانوردی آمریکا (به انگلیسی: AIAA:American Institute of Aeronautics and Astronautics) موسسه‌ای غیردولتی و فعال در زمینهٔ هوافضا در ایالات متحده می‌باشد. این موسسه در سال ۱۹۶۳ از ادغام جامعهٔ موشک آمریکا (ایجاد شده با نام موسسهٔ بین سیاره‌ای آمریکا در سال ۱۹۳۳) و جامعهٔ دانش فضایی آمریکا (ایجاد شده در سال ۱۹۳۳)، تشکیل شد. این موسسه دارای ۳۵ هزار عضو حقیقی و ۹۰ عضو حقوقی (شرکت) است.